# اسیر سالدو
اسیر سالدو (انگلیسی: Asier Salcedo؛ زادهٔ ۹ آوریل ۱۹۸۰) بازیکن فوتبال اهل اسپانیا است.
از باشگاه‌هایی که در آن بازی کرده‌است می‌توان به باشگاه فوتبال پومفرادینا و باشگاه فوتبال دپورتیوو آلاوس اشاره کرد.